# Episodi di Anger Management (prima stagione)
La prima stagione della serie televisiva Anger Management è stata trasmessa dal canale televisivo statunitense FX dal 28 giugno al 23 agosto 2012.
In Italia, la stagione è stata trasmessa dal 9 al 13 luglio 2018 su Italia 1.
| nº | Titolo originale                        | Titolo italiano                                  | Prima TV USA   | Prima TV Italia |
| -- | --------------------------------------- | ------------------------------------------------ | -------------- | --------------- |
| 1  | Charlie Goes Back to Therapy            | Charlie riprende la terapia                      | 28 giugno 2012 | 9 luglio 2018   |
| 2  | Charlie and the Slumpbuster             | Charlie e la scaccia-crisi                       | 28 giugno 2012 | 9 luglio 2018   |
| 3  | Charlie Tries Sleep Deprivation         | Charlie e la privazione del sonno                | 5 luglio 2012  | 10 luglio 2018  |
| 4  | Charlie and Katie Battle Over a Patient | Charlie e Kate si contendono un paziente         | 12 luglio 2012 | 10 luglio 2018  |
| 5  | Charlie Tries to Prove Therapy is Legit | Charlie cerca di dimostrare che la terapia serve | 19 luglio 2012 | 11 luglio 2018  |
| 6  | Charlie Dates Kate's Patient            | Charlie esce con una paziente di Kate            | 26 luglio 2012 | 11 luglio 2018  |
| 7  | Charlie's Patient Gets Out of Jail      | Un paziente di Charlie esce di prigione          | 2 agosto 2012  | 12 luglio 2018  |
| 8  | Charlie Outs a Patient                  | Charlie aiuta un paziente                        | 9 agosto 2012  | 12 luglio 2018  |
| 9  | Charlie's Dad Visits                    | Charlie riceve la visita di suo padre            | 16 agosto 2012 | 13 luglio 2018  |
| 10 | Charlie Gets Romantic                   | Charlie fa il romantico                          | 23 agosto 2012 | 13 luglio 2018  |